# Åsa Söderström Winberg

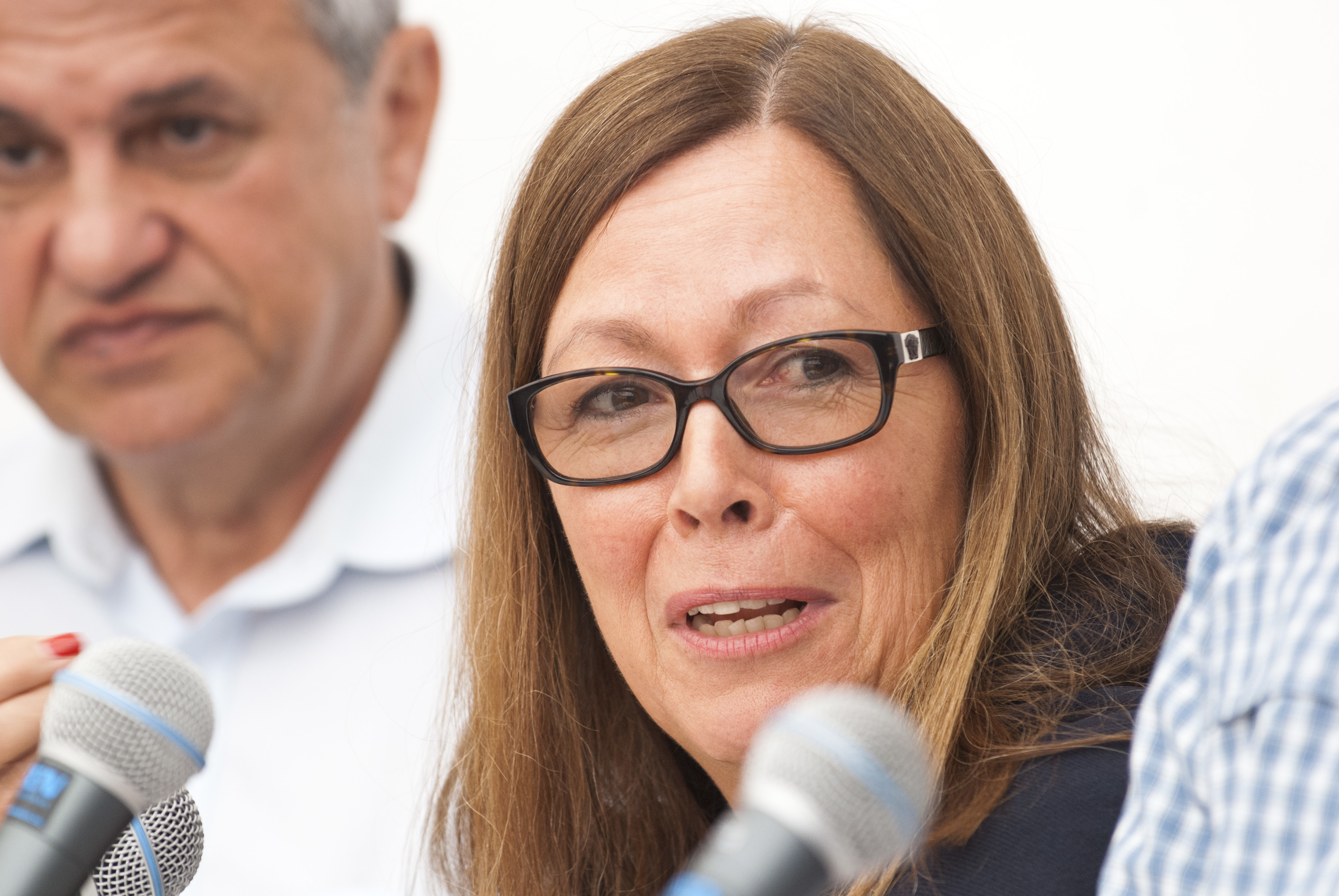
Åsa Söderström Winberg under Almedalsveckan 2013.

Åsa Marie Söderström Winberg, tidigare Jerring, född 30 mars 1957 i Möllevångens församling, Malmöhus län, är en svensk företagsledare.
Åsa Söderström Winberg är civilekonom från Stockholms universitet med operativ bakgrund från främst bygg- och fastighetsbranschen: VD SWECO Theorells AB (2001–2006), VD Ballast Väst AB (1997–2001), Marknadschef NCC Industri (1994–1997) och Informationschef NCC Bygg AB (1991–1993).
Sedan 2007 är hon verksam som styrelseledamot i publika och privata företag, bland annat ledamot i Skanska AB, Vattenfall AB, OEM International AB, Delete OY, FIBO AS, Och Scanmast AB.
Åsa Söderström Winberg invaldes 2009 som ledamot av Kungliga Ingenjörsvetenskapsakademien, var 2013–2015 ordförande i akademiens avdelning III Samhällsbyggnad och leder sedan 2019 IVA:s temaråd Människa, Teknik, Samhälle.
Hon är sedan 2017 ledamot i Försvarsmaktens Insynsråd och har haft flera förtroendeuppdrag, bland annat som ordförande i FIA Förnyelse i Anläggningsbranschen (2007–2012), ordförande i Samhällsbyggnadssektorns etiska råd (2006–2012) och ledamot i styrelsen för Transparency International Sverige (2009–2012). För sitt bidrag till utvecklingen inom samhällsbyggnadssektorn fick hon utmärkelsen SVR-priset (Svenska Väg- och vattenbyggares Riksförbund) år 2011.